# Mettberg (Wipperfürth)
Mettberg ist eine Hofschaft von Wipperfürth im Oberbergischen Kreis im Regierungsbezirk Köln in Nordrhein-Westfalen (Deutschland).

## Lage und Beschreibung
Die Hofschaft liegt im Osten von Wipperfürth an der Stadtgrenze zu Kierspe auf dem gleichnamigen Mettberg. Eine Straßenanbindung besteht ausschließlich über das Stadtgebiet von Kierspe. Nachbarorte sind Kerspe, Rönsahler Löh, Ufer und Rönsahl. Die Staumauer der Kerspetalsperre befindet sich 600 m nordwestlich der Hofschaft. Am östlichen Ortsrand liegt die Quelle des  über den Heukelbach in die Kerspe mündenden Kirchsiepens. 300 m westlich von Mettberg entspringt der ebenfalls in die Kerspe mündende Mettsiepen.
Politisch wird der Ort durch den Direktkandidaten des Wahlbezirks 13 (130) Ohl und Klaswipper im Rat der Stadt Wipperfürth vertreten.

## Geschichte
1443 wird Mettberg in „Einkünfte und Rechte des Kölner Apostelstiftes“ erstmals mit der Ortsbezeichnung „Merenberck“ genannt. In der Preußischen Uraufnahme von 1840 sind an der Stelle der Hofschaft drei Teiche eingezeichnet. Eine Ortsbezeichnung oder eine Darstellung von umgrenztem Hofraum erfolgt nicht. Die topografische Karte (Preußische Neuaufnahme) der Jahre 1894 bis 1896 zeigt die Hofschaft mit mehreren Grundrissen und benennt sie mit „Metberg“. Der heute gebräuchliche Ortsname wird ab der Karte von 1954 verwendet.

## Busverbindungen
Über die von Mettberg 900 m entfernt gelegene Haltestelle in Neuenhaus der Linie 336R (VRS/OVAG) ist eine Anbindung an den öffentlichen Personennahverkehr gegeben.

## Wanderwege
Die vom SGV ausgeschilderten Wanderwege A5, X3: Talsperrenweg und der Rundwanderweg mit dem Wegzeichen „Weißer Ring im schwarzen Quadrat“ führen durch die Hofschaft.